# 26 janvier
Pour les articles homonymes, voir Vingt-Six-Janvier.
26 décembre 26 février
Chronologies thématiques
- Croisades
- Ferroviaires
- Sports
- Disney
- Anarchisme
- Catholicisme

Abréviations / Voir aussi
- (° 1852) = né en 1852
- († 1885) = mort en 1885
- a.s. = calendrier julien
- n.s. = calendrier grégorien
- Calendrier
- Calendrier perpétuel
- Liste de calendriers
- Naissances du jour

Le 26 janvier est le 26e jour de l'année du calendrier grégorien.
Il reste 339 jours avant la fin de l'année, 340 lorsqu'elle est bissextile.
C'était généralement le 7e jour du mois de pluviôse dans le calendrier républicain / révolutionnaire français, officiellement dénommé jour de l'amadouvier.

## Événements

### XVesiècle
- 1412 : rétablissement de la prévôté des marchands de Paris (France).

### XVIesiècle
- 1515 : deuxième jour de sacre du nouveau roi de France François Ier à Reims (voir 25 janvier 1515).

### XVIIesiècle
- 1609 : fondation de la Banque d'Amsterdam.
- 1699 : signature du traité de Karlowitz consacrant la défaite ottomane face au Saint-Empire et à la Pologne.

### XVIIIesiècle
- 1721 : enquête sur les opérations de John Law de Lauriston.
- 1788 : arrivée des premiers colons européens en Australie, à bord de la First Fleet qui accoste en l'actuel Port Jackson.
- 1794 : bataille d'Aizenay lors de la guerre de Vendée.

### XIXesiècle
- 1800 : bataille des Tombettes, pendant la Chouannerie.
- 1821 : ouverture du Congrès de Laybach.
- 1837 : le Michigan devient le 26e État des États-Unis.
- 1841 : Hong Kong est proclamé territoire souverain du Royaume-Uni.
- 1855 : signature de l'alliance franco-anglo-sarde entraînant la participation militaire de la Sardaigne à la guerre de Crimée.
- 1885 : prise de Khartoum par les troupes de Muhammad Ahmad ibn Abd Allah Al-Mahdi, pendant la guerre des mahdistes.

### XXesiècle
- 1930 : le général russe blanc Alexandre Koutepov est enlevé par deux agents des services soviétiques de la Guépéou, à l'angle des rues Oudinot et Rousselet à Paris et transporté secrètement en U.R.S.S[1],[2].
- 1934 : signature du pacte de non-agression germano-polonais.
- 1943 : naissance des Mouvements unis de la Résistance française (MUR, cccupations durant la seconde guerre mondiale).
- 1950 : entrée en vigueur de la Constitution de l'Inde. Rajendra Prasad en devient le premier président.
- 1953 : création de l'Organisation mondiale des douanes.
- 1955 : Leng Ngeth est nommé premier ministre du Cambodge.
- 1991 : chute de Mohamed Siad Barre pendant la guerre civile somalienne.
- 1993 : Václav Havel est élu président de la République tchèque.

### XXIesiècle
- 2001 : Joseph Kabila succède à Laurent-Désiré Kabila comme président de la République démocratique du Congo.
- 2003 : signature des accords de Linas-Marcoussis visant à mettre fin à la guerre civile de Côte d'Ivoire.
- 2004 : À cause d'un problème de fermentation, un cachalot explose lors de son transport au centre de Tainan (Taïwan).
- 2013 : Miloš Zeman est élu président de la République tchèque.
- 2014 : l’Assemblée nationale constituante tunisienne issue de la révolution de jasmin adopte une nouvelle Constitution.
- 2015 : Aléxis Tsípras est nommé premier ministre en Grèce, à la suite de la victoire de son parti SYRIZA aux élections législatives anticipées.
- 2017 : Alexander Van der Bellen est nommé président fédéral d'Autriche.
- 2020 : des élections législatives ont lieu de manière anticipée  afin d'élire les 130 députés du Congrès de la République du Pérou pour la période 2020-2021[3].
- 2021 : 
  - en Estonie, le gouvernement centriste de la libérale Kaja Kallas, première femme Première ministre, entre en fonction[4].
  - en Italie, le président du Conseil Giuseppe Conte remet sa démission, deux semaines après la rupture de sa coalition[5].
- 2024 : aux Tuvalu, à la suite des élections générales, Feleti Teo est nommé Premier ministre[6].
- 2025 : en Biélorussie, Alexandre Loukachenko remporte l'élection présidentielle[7].

## Arts, culture et religion
- 1911 : l'opéra de Richard Strauss Le Chevalier à la rose est créé à Dresde sous la direction de Ernst von Schuch.
- 1975 création de la Soka Gakkaï internationale (SGI)

## Sciences et techniques
- 1905 : découverte en Afrique du Sud du Cullinan, le plus gros diamant brut jamais trouvé.
- 1926 : première séance de télévision véritable dans le laboratoire de l'ingénieur John Logie Baird à Londres.

## Économie et société
- 1531 : séisme causant environ 30 000 morts à Lisbonne[8].
- 1951 : arrestation de René la Canne (René Girier) par le policier Roger Borniche place de l'Opéra à Paris[9].
- 1953 : création de l'Organisation mondiale des douanes (voir Célébrations ci-après in fine).
- 2015 : accident aérien qui tue neuf aviateurs de l'Armée de l'air française à la base de Los Llanos.
- 2017 : le navigateur français Francis Joyon et cinq membres d’équipage battent le record du tour du monde à la voile à bord d'IDEC Sport, en 40 jours et 23 heures 30 (Trophée Jules-Verne).
- 2024 : la Cour internationale de justice rend son jugement dans l’affaire Afrique du Sud c. Israël (convention contre le génocide) et enjoint à Israël d’empêcher un génocide à Gaza[10].

## Naissances

### XVesiècle
- 1467 : Guillaume Budé, humaniste français († 22 août 1540).

### XVIIIesiècle
- 1715 : Claude-Adrien Helvétius, philosophe français des Lumières († 26 décembre 1771).
- 1739 : Charles François Dumouriez, militaire français († 14 mars 1823).
- 1754 : Jean-Pierre de Batz, homme politique français († 10 janvier 1822).
- 1763 : Jean-Baptiste Bernadotte, militaire français, roi de Suède sous le nom de Charles XIV Jean († 8 mars 1844).
- 1781 : Achim von Arnim, romancier et poète allemand († 21 janvier 1831).
- 1799 : Émile Clapeyron, ingénieur et physicien français († 28 janvier 1864).

### XIXesiècle
- 1804 : Eugène Sue, écrivain français († 3 août 1857).
- 1813 : Juan Pablo Duarte y Diez, activiste politique et indépendantiste dominicain († 15 juillet 1876).
- 1817 : Jean-Baptiste Godin, industriel et philanthrope français († 15 janvier 1888).
- 1822 : Antoine Racine, évêque québécois († 17 juillet 1893).
- 1826 : Julia Grant, première dame des États-Unis († 14 décembre 1902).
- 1834 : Piotr Petrovitch Verechtchaguine, peintre paysagiste russe († 28 janvier 1886).
- 1842 : François Coppée, poète et dramaturge français († 23 mai 1908).
- 1850 : Samuel Gompers, syndicaliste américain († 13 décembre 1924).
- 1852 : Pierre Savorgnan de Brazza, explorateur français († 14 septembre 1905).
- 1862 : Eliakim Hastings Moore, mathématicien américain († 30 décembre 1932).
- 1870 : Constant Huret, cycliste sur route français († 18 septembre 1951).
- 1872 : Arthur Blake, athlète de demi-fond américain († 22 octobre 1944).
- 1876 : Gérard de Lacaze-Duthiers, homme de lettres français († 3 mai 1958).
- 1877 : Kees van Dongen, peintre néerlandais († 28 mai 1968).
- 1878 : Paul Ernest Bilkey, journaliste canadien († 20 avril 1962).
- 1880 : Douglas MacArthur, militaire américain († 5 avril 1964).
- 1884 : Edward Sapir, linguiste américain († 4 février 1939).
- 1886 :
  - Louis Bernard, homme politique français († 28 février 1956).
  - Jean Collet, peintre français († 1er octobre 1974).
  - Charles Forget, peintre et graveur français († 10 juillet 1960).
  - Albert Marteaux, homme politique belge († 15 mai 1949).
  - Fidel Pagés, médecin espagnol († 21 septembre 1923).
  - Victor Regnart, peintre belge († 9 novembre 1964).
  - Hermann Schubert, homme politique allemand († 22 mars 1938).
- 1887 : François Faber, cycliste sur route luxembourgeois († 9 mai 1915).
- 1891 :
  - Frank Costello, mafieux américain d’origine italienne († 18 février 1973).
  - August Froehlich, prêtre allemand, assassiné par les nazis et martyr († 22 juin 1942).
  - Charles Journet, cardinal et théologien suisse († 15 avril 1975).
  - Wilder Penfield, neurochirurgien canadien d’origine américaine († 5 avril 1976).

### XXesiècle
- 1902 : Korehito Kurahara, critique littéraire japonais († 25 janvier 1999).
- 1904 : Seán MacBride, homme politique irlandais († 15 janvier 1988).
- 1905 : Maria Augusta von Trapp, chanteuse autrichienne († 28 mars 1987).
- 1908 :
  - Jill Esmond, actrice anglaise († 28 juillet 1990).
  - Stéphane Grappelli, violoniste français († 1er décembre 1997).
- 1909 : René Étiemble, écrivain français († 7 janvier 2002).
- 1910 : Claude Darget, journaliste et présentateur de télévision français († 26 mars 1992).
- 1911 : Norbert Schultze, compositeur, acteur, réalisateur et scénariste allemand († 14 octobre 2002).
- 1913 : Jimmy Van Heusen (Edward Chester Babcock dit), compositeur américain († 7 février 1990).
- 1915 : William Hopper, acteur américain († 6 mars 1970).
- 1917 : Louis Zamperini, athlète et militaire américain († 2 juillet 2014).
- 1918 :
  - Nicolae Ceaușescu, homme d'État roumain († 25 décembre 1989).
  - Eva Tichauer,  réfugiée politique juive allemande, survivante de la Shoah († 19 décembre 2018).
- 1919 : Valentino Mazzola, footballeur italien († 4 mai 1949).
- 1921 :
  - Eddie Barclay, imprésario et producteur de disques français († 13 mai 2005).
  - Akio Morita, industriel japonais, cofondateur de Sony († 3 octobre 1999).
- 1923 : Anne Jeffreys, actrice et chanteuse américaine († 27 septembre 2017).
- 1924 : Armand Gatti, homme de lettres français († 6 avril 2017).
- 1925 :
  - Joan Leslie, actrice américaine († 12 octobre 2015).
  - Paul Newman, acteur américain († 26 septembre 2008).
  - Claude Ryan, journaliste et homme politique canadien († 9 février 2004).
- 1927 :
  - José Azcona del Hoyo, homme d'État hondurien († 24 octobre 2005).
  - Victor Mees, footballeur belge († 11 novembre 2012).
- 1928 : Roger Vadim, homme de cinéma et romancier français († 11 février 2000).
- 1929 : Jules Feiffer, homme de lettres et dessinateur américain.
- 1930 : Harry Melges, navigateur américain champion olympique.
- 1931 :
  - Mary Murphy, actrice américaine († 4 mai 2011).
  - Bernard Panafieu, cardinal français († 12 novembre 2017).
- 1932 :
  - Sir Coxsone (Clement Seymour Dodd dit), producteur de musique jamaïcain († 5 mai 2004).
  - Benoît Girard, acteur québécois († 25 mars 2017).
- 1933 :
  - Ercole Baldini, cycliste sur route italien († 1er décembre 2022).
  - Javier Lozano Barragan, cardinal mexicain († 20 avril 2022).
- 1934 : Roger D. Landry, homme d’affaires et éditeur québécois († 1er février 2020).
- 1935 : Michel Muller, humoriste et acteur français († 24 janvier 2018).
- 1938 : 
  - Henry Jaglom, réalisateur, scénariste et acteur britannique.
  - Julie Stanton, poète et romancière québécoise.
- 1939 : Brian Garfield, écrivain américain († 29 décembre 2018).
- 1940 : Monique Thierry, actrice et doubleuse vocale française († 30 juillet 2021).
- 1941 : Scott Glenn, acteur américain.
- 1942 : 
  - Jean-Claude Berthon, journaliste et homme de presse français († 16 juillet 2005).
  - Long Chris (Christian Blondieau dit), parolier et chanteur de rock et de musique folk français.
- 1943 :
  - César Gutiérrez, joueur de baseball vénézuélien († 22 janvier 2005).
  - Souad Hosni, actrice égyptienne († 21 juin 2001).
  - Jean Knight, chanteuse américaine. († 22 novembre 2023).
  - Luiz Carlos Prates, journaliste et animateur de radio brésilien.
  - Bernard Tapie, homme d'affaires et homme politique français († 3 octobre 2021).
- 1944 : Angela Davis, militante et professeure américaine.
- 1945 : 
  - Jacqueline du Pré, violoncelliste britannique († 19 octobre 1987).
  - Jeremy Rifkin, essayiste américain.
- 1946 :
  - Michel Delpech (Jean Michel Bertrand Delpech dit), chanteur français († 2 janvier 2016).
  - Charly Loubet, footballeur puis entraîneur français.
- 1947 :
  - Patrick Dewaere, acteur français († 16 juillet 1982).
  - Michel Sardou, chanteur et comédien français.
  - Yulia Ryabchinskaya, kayakiste ukrainienne championne olympique († 13 janvier 1973).
- 1948 : Gonzague Saint Bris, écrivain et journaliste français († 8 août 2017).
- 1949 : Alain Flick, comédien français.
- 1950 : Jörg Haider, homme politique autrichien († 11 octobre 2008).
- 1951 :
  - Jarmila Kratochvílová, athlète de sprint et de demi-fond tchécoslovaque puis tchèque.
  - David Briggs (en), musicien et réalisateur artistique australien du groupe Little River Band.
- 1952 : Mimi Leder, comédienne américaine.
- 1954 : Carlos Diarte, footballeur puis entraîneur paraguayen († 29 juin 2011).
- 1955 : Eddie Van Halen, musicien américano-néerlandais, guitariste du groupe Van Halen († 6 octobre 2020).
- 1957 : Kim Peyton, nageuse américaine championne olympique († 13 décembre 1986).
- 1958 :
  - Anita Baker, chanteuse américaine.
  - Ellen DeGeneres, actrice, humoriste et animatrice de talk show américaine.
  - Alec Mansion, musicien belge francophone du trio Léopold Nord et Vous avec ses frères.
  - Sly Williams, basketteur américain.
  - Wu Xiaoxuan, tireuse sportive chinoise championne olympique.
- 1959 :
  - Ayerdhal (Marc Soulier dit), écrivain français de science-fiction et de thriller († 27 octobre 2015).
  - Salvador Sánchez, boxeur mexicain († 12 août 1982).
  - Erwin Vandenbergh, footballeur puis entraîneur belge.
- 1960 : 
  - Jeanette Bolden, athlète de sprint américaine.
  - Valentin Yordanov, lutteur bulgare champion olympique.
- 1961 : 
  - Wayne Gretzky, hockeyeur sur glace puis entraîneur américano-canadien.
  - Antonio Vázquez, archer espagnol champion olympique.
- 1962 : 
  - Oscar Ruggeri, footballeur argentin.
  - Bahadır Yenişehirlioğlu, acteur turc.
- 1963 :
  - José Mourinho, entraîneur de football portugais.
  - Andrew Ridgeley, auteur-compositeur-interprète guitariste et chanteur anglais du groupe Wham!.
- 1964 : 
  - Cathy Podewell, actrice américaine.
  - Paul Johansson, acteur américain.
- 1966 :
  - Daniel Berthiaume, gardien de but de hockey sur glace québécois.
  - Thierry Pauk, footballeur français.
- 1967 :
  - Christian Gaudin, handballeur français.
  - Jean-Paul Rouve, acteur français.
- 1970 : Alessandra Sensini, véliplanchiste italienne, championne olympique.
- 1971 : Dorian Gregory, acteur américain.
- 1972 : Jean-Charles Chagachbanian, acteur français.
- 1973 : 
  - Batchimeg Migeddorj, femme politique mongole († 17 octobre 2020).
  - Melvil Poupaud, acteur, musicien, occasionnel chanteur et réalisateur français de cinéma.
- 1974 : 
  - Tanguy Pastureau, humoriste et chroniqueur français.
  - Mohamed Tayeb Ghimouz, footballeur algérien.
- 1975 : Pia Wunderlich, footballeuse allemande.
- 1976 : Yasmine Belmadi, acteur français († 18 juillet 2009).
- 1977 :
  - Vince Carter, basketteur américain.
  - Justin Gimelstob, joueur de tennis américain.
  - Jérôme Jeannet, épéiste français.
  - Jorge Pina, sabreur espagnol.
- 1979 : Jesús Millán, matador espagnol.
- 1981 :
  - Gustavo Dudamel, violoniste et chef d’orchestre vénézuélien.
  - Colin O'Donoghue, acteur irlandais.
  - Pakito (Julien Ranouil dit), DJ français.
- 1983 :
  - Arturo Casado, athlète de demi-fond espagnol.
  - Dimitri Szarzewski, joueur de rugby à XV français.
- 1984 :
  - Yury Trofimov, cycliste sur route russe.
  - Grzegorz Wojtkowiak, footballeur polonais.
- 1985 : Dosseh, rappeur français.
- 1986 :
  - Rafaâ Chtioui, cycliste sur route tunisien.
  - Gerald Green, basketteur américain.
  - David Holston, basketteur américain.
  - Mustapha Yatabaré, footballeur franco-malien.
- 1990 :
  - Steevy Chong Hue, footballeur franco-tahitien.
  - Sergio Pérez, pilote de F1 mexicain.
  - Peter Sagan, cycliste sur route slovaque.
- 1991 :
  - Louis Leblanc, hockeyeur professionnel canadien.
  - Nico Mirallegro, acteur anglais.
  - Alex Sandro, footballeur brésilien.
- 1993 : 
  - Florian Thauvin, footballeur français.
  - Sonja Sajzor, artiste, DJ et chanteuse serbe.
- 1996 :
  - María Pedraza, actrice espagnole.
  - Sakina Karchaoui, footballeuse française.

### XXIesiècle
- 2004 : Addison Riecke, actrice américaine.

## Décès

### XVIIesiècle
- 1630 : Henry Briggs, mathématicien anglais (° v. 1556).
- 1697 : Georg Mohr, mathématicien danois (° 1er avril 1640).

### XVIIIesiècle
- 1721 : Pierre-Daniel Huet, homme d'église français (° 8 février 1630).
- 1725 : Silvio Stampiglia, poète et librettiste italien (° 14 mars 1664).
- 1729 : James Grahme, homme politique et militaire britannique (° 3 avril 1650).
- 1761 : Charles Louis Auguste Fouquet de Belle-Isle, militaire français (° 22 septembre 1684).
- 1795 : Johann Christoph Friedrich Bach, compositeur allemand (° 21 juin 1732).

### XIXesiècle
- 1823 : Edward Jenner, médecin britannique (° 17 mai 1749).
- 1824 : Théodore Géricault, peintre français (° 26 septembre 1791).
- 1831 : Anton Delvig, poète, traducteur et journaliste russe (° 17 août 1798).
- 1855 : Gérard de Nerval, écrivain français (° 22 mai 1808).
- 1885 :
  - Paul Pavlovitch Demidoff, industriel et diplomate russe (° 9 octobre 1839).
  - Charles Gordon, général britannique (° 28 janvier 1833).
- 1886 : 
  - David Rice Atchison, homme politique américain (° 11 août 1807).
  - Armand Baschet, littérateur, journaliste et polémiste français (° 1er décembre 1829).
  - Lev Lvovitch Kamenev, peintre paysagiste russe (° 1833 ou 1834).
  - Philippe-Joseph-Emmanuel de Smyttère, botaniste et historien français (° 19 janvier 1800).
- 1891 : Nikolaus Otto, inventeur allemand (° 14 juin 1832).
- 1892 : Ludovica de Bavière, princesse de Bavière, devenue par mariage duchesse en Bavière (° 30 août 1808).
- 1893 : Abner Doubleday, officier américain de la Guerre de Sécession (° 26 juin 1819).
- 1895 : Arthur Cayley, mathématicien britannique (° 16 août 1821).

### XXesiècle
- 1901 : Arthur Buies, journaliste et pamphlétaire québécois (° 24 janvier 1840).
- 1926: Shoshana Arbeli-Almozlino, femme politique israélienne († 12 juin 2015).
- 1932 : William Wrigley, Jr., homme d’affaires américain, fondateur de la Wrigley Company (° 30 septembre 1861).
- 1942 : Felix Hausdorff, mathématicien allemand (° 8 novembre 1868).
- 1943 : Nikolaï Vavilov, botaniste russe (° 25 novembre 1887).
- 1947 :
  - Grace Moore, actrice et chanteuse américaine (° 5 décembre 1898).
  - Gustave-Adolphe de Suède, petit-fils et père de rois suédois (° 22 avril 1906).
- 1952 : Horloogiyn Choybalsan, homme politique mongol (° 8 février 1895).
- 1953 : Athanase David, homme politique québécois (° 24 juin 1882).
- 1957 : José Linhares, homme d'État brésilien (° 28 janvier 1886).
- 1962 : Lucky Luciano, criminel américain (° 24 novembre 1897).
- 1973 : Edward G. Robinson, acteur américain (° 12 décembre 1893).
- 1979 : Nelson Aldrich Rockefeller, gouverneur de New York et vice-président des États-Unis (° 8 juillet 1908).
- 1983 : 
  - Georges Bidault, homme politique français (° 5 octobre 1899).
  - Leopoldo Valentini, acteur italien (° 4 mars 1907).
- 1987 : Norman McLaren, réalisateur de films d'animation britannique (° 11 avril 1914).
- 1990 : Lewis Mumford, historien des sciences américain (° 19 octobre 1895).
- 1992 : José Ferrer, acteur portoricain (° 8 janvier 1912).
- 1993 :
  - Jeanne Sauvé, femme politique canadienne, gouverneur général du Canada de 1984 à 1990 (° 26 avril 1922).
  - Robert Jacobsen artiste danois (° 4 juin 1912).
- 1997 : Frank Dilio, administrateur de hockey québécois (° 12 avril 1912).
- 1998 : Shin'ichi Suzuki, musicien japonais (° 17 octobre 1898).
- 1999 : Claude Bez, ancien président du Football Club des Girondins de Bordeaux (° 4 novembre 1940).
- 2000 :
  - Donald Budge, joueur de tennis américain (° 13 juin 1915).
  - A. E. van Vogt, écrivain canadien (° 26 avril 1912).
  - Jean-Claude Izzo, écrivain français (° 20 juin 1945).

### XXIesiècle
- 2002 : Francisco Cabañas, boxeur mexicain (° 22 janvier 1912).
- 2003 : 
  - John Browning, pianiste américain (° 23 mai 1933).
  - Valeriy Brumel, athlète russe (° 14 avril 1942).
  - Annemarie Schimmel, traductrice, écrivaine et professeur d'université allemande (° 7 avril 1922).
  - George Younger, banquier et homme politique britannique (° 22 septembre 1931).
- 2004 : Wilhelmina Barns-Graham, peintre britannique (° 8 juin 1912).
- 2005 : 
  - Jackie Henderson, footballeur écossais (° 17 janvier 1932).
  - Josie MacAvin, décoratrice irlandaise (° 1919).
  - Nguyễn Thị Kiêm, poète vietnamienne (° 3 janvier 1914).
  - Ricard Viladesau, soliste espagnol (° 18 janvier 1918).
- 2006 :
  - Len Carlson, acteur canadien (° 2 septembre 1937).
  - John Dunwoody, homme politique britannique (° 3 juin 1929).
  - Jean-Christophe Lafaille, alpiniste français (° 31 mars 1965).
  - Christine Mital, journaliste française (° 24 avril 1946).
  - Khan Abdul Wali Khan, homme politique pakistanais (° 11 janvier 1917).
- 2007 : 
  - Hans Wegner, designer danois (° 2 avril 1914).
  - Lorne Worsley, gardien de but de hockey sur glace québécois (° 14 mai 1929).
- 2008 : Georges Habache, nationaliste palestinien (° 2 août 1926).
- 2010 : José Bartel, chanteur, compositeur et doubleur vocal français (° 24 février 1932).
- 2011 : Maria Mercader (Maria Mercader i Fordada dite), actrice catalane (° 6 mars 1918).
- 2012 : Clare Fischer, compositeur et arrangeur américain (° 22 octobre 1928).
- 2016 : Abe Vigoda, acteur américain (° 24 février 1921).
- 2017 :
  - Mike Connors, acteur et producteur américain (° 15 août 1925).
  - Tam Dalyell, homme politique britannique (° 9 août 1932).
  - Lindy Delapenha, footballeur jamaïcain (° 25 mai 1927).
  - Barbara Hale, actrice américaine (° 18 avril 1922).
  - Michael Tönnies, footballeur allemand (° 19 décembre 1957).
- 2018 : Kendall Carly Browne, actrice américaine (° 31 mai 1918).
- 2019 : 
  - Patrick Bricard (ou 25 janvier), comédien français (° 26 avril 1940).
  - Michel Legrand, compositeur français (° 24 février 1932).
- 2020 : 
  - Kobe Bryant, basketteur américain, mort en même temps que sa fille (° 23 août 1978).
  - Michou (Michel Georges Alfred Catty), directeur français de cabaret de travestissement (° 18 juin 1931).
- 2021 : 
  - 6 Dogs, rappeur américain (° 5 mai 1999).
  - Winfried Bölke, coureur cycliste allemand (° 25 mai 1941).
  - Jérôme Ducrot, réalisateur et photographe de mode français (° 10 juin 1935).
  - Margitta Gummel, athlète de lancers de pois est-allemande puis allemande (° 29 juin 1941).
- 2022 : 
  - Philippe Contamine, enseignant-chercheur et historien français (° 7 mai 1932).
  - Alexandre Despallières, escroc français (° 8 octobre 1968).
  - Gérald Ducimetière, artiste franco-suisse (° 26 avril 1940).
  - Philippe Fraleu, architecte français (° 14 janvier 1936).
  - Roland Glowinski, mathématicien français (° 9 mars 1937).
  - Mirza Khan, athlète de haies pakistanais (° 15 décembre 1924).
  - Jan Michalik, lutteur polonais (° 14 avril 1948).
  - Françoise Pinkwasser, actrice française (° 18 octobre 1957).
  - Antonio Puddu, écrivain italien (° 2 novembre 1933).
  - Julio Radilovic, dessinateur et scénariste de bande dessinée de yougoslave puis croate (° 25 septembre 1928).
  - Raul Sampaio, auteur-compositeur interprète brésilien (° 6 juillet 1928).
- 2023 : 
  - Fiona Graham, geisha japonaise (° 16 septembre 1961).
  - Nicholas Kepros, acteur américain (° 8 novembre 1932).
  - Édouard Lobaw, militant pro-démocratie et combattant biélorusse (° 1er décembre 1988).
  - Jean-Luc Perret, herpétologiste et entomologiste suisse (° 2 octobre 1925).
  - Edgar Schein, sociologue américain (° 5 mars 1928).
- 2024 : 
  - Dean Brown, guitariste de jazz américain (° 19 août 1955).
  - Henri Larriere, sculpteur contemporain français (° 1er juin 1935).
  - Richard A. Parker, mathématicien et programmeur informatique britannique (° 29 janvier 1953).
  - Goran Petrović, écrivain yougoslave puis serbe (° 1er juillet 1961).
  - Bernard Plongeron, prêtre catholique, enseignant, historien et chercheur français (° 5 mars 1931).
  - Jean-Michel Quatrepoint, journaliste français (° 23 juin 1944).
  - Michael Watford, chanteur de musique house américain (° 20 juillet 1959).
- 2025 :
  - Moses Effiong, footballeur international nigérian (° 4 octobre 1959).
  - Kazuyoshi Akiyama, chef d'orchestre japonais (° 2 juillet 1941).
  - Gaositwe K.T. Chiepe, femme politique botswanienne (° 22 octobre 1922).
  - Nicolas Florian, homme politique français (° 29 mars 1969).
  - Kazi Mohammed Shafiullah, général bangladais (° 2 septembre 1934).

## Célébrations

### Internationales et nationales
- Organisation mondiale des douanes (O.M.D.) : journée internationale de la douane commémorant la création de ladite Organisation le 26 janvier 1953[11].

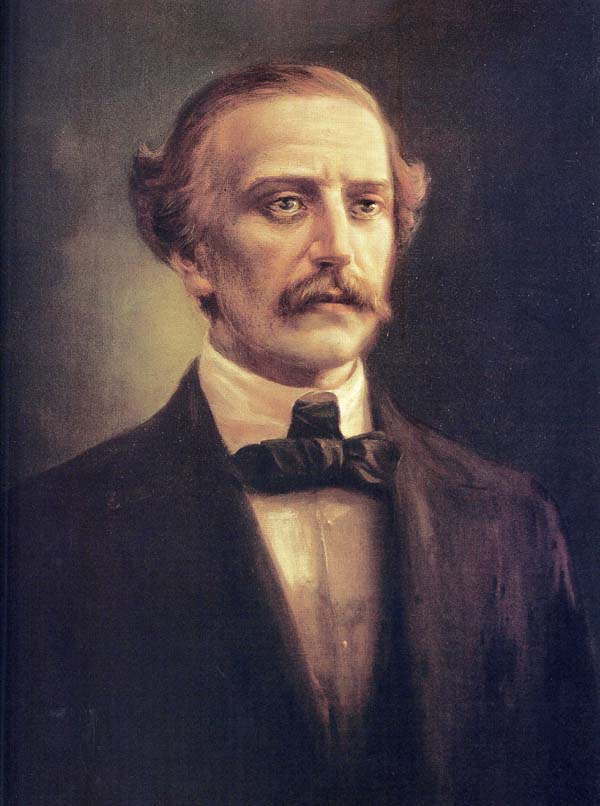
Le héros national de la République dominicaine Juan Pablo Duarte.

- Australie : Australia Day ou fête nationale et First Fleet ou Première flotte célébrant l'anniversaire de l'arrivée des premiers immigrants européens ci-avant en 1788 bien après les ancêtres noirs des aborigènes.
- République dominicaine : día de Juan Pablo Duarte ou jour de Juan Pablo Duarte père de la patrie né le 26 janvier 1813.
- Inde ou Bahrati[12] : jour de la République ou Republic day commémorant la proclamation de la République indienne en 1950, avec parade comme celle à laquelle le président américain Barack Obama assiste en tant qu'invité d' honneur en 2015.
- Extrême-Orient : date possible pour le début du nouvel an asiatique entre  20 janvier et 20 février au gré de la Lune.

### Religieuses
- Fêtes religieuses romaines : entre 24 et ce 26 ianuarius, possible jour de la première moitié des Sementivae (en), Feriae Sementivae, Sementina dies ou Paganalia, jours et fêtes annuelles de semences en l'honneur de la déesse de la Terre Mère, "(Mère) Terre" ou Tellus équivalente de la Gaïa grecque (seconde moitié honorant Cérès ou Déméter à partir du 2 février ou februarius suivant).

### Saints des Églises chrétiennes

#### Saints des Églises catholiques et orthodoxes
Saints des Églises catholiques et orthodoxes. : 
- Ammonas d'Égypte († IVe siècle), disciple de saint Antoine (17 janvier), ascète puis évêque en Égypte.
- Auxile († Ve siècle), 4e évêque de Fréjus, martyrisé sur ordre du roi Euric / Évaric.
- Conan de Man († 648), moine d'Iona qui évangélisa l'île de Man dont il fut l'évêque.
- Gabriel de Jérusalem († 490), abbé du monastère féminin de Saint-Étienne à Jérusalem.
- Mélanie l'Ancienne († 410), veuve romaine, grand-mère paternelle de Mélanie la Jeune.
- Paule de Rome († 404), veuve romaine, mère du désert, disciple de Jérôme de Stridon.
- Sévérien de Mende († IIIe siècle), 1er évêque de Mende et du pays des Gabales futur Gévaudan.
- Syméon l’Ancien († IVe siècle), ascète au mont Amane près d'Antioche.
- Théogène d'Hippone († 260), évêque d'Hippone, martyr avec trente-six autres compagnons.
- Théoritgide († VIIe siècle), moniale anglaise.
- Tite et Timothée d'Éphèse († Ier siècle), disciples et compagnons de Paul de Tarse, évoqués dans les Actes des Apôtres voire comme destinataires voire expéditeurs d'épîtres, toujours dans le Nouveau Testament.
- Tujan († Ve siècle), recteur de Brasparts en Armorique alors en voie de « re-bretonnisation » depuis l'outre-Manche.
- Xénophon († VIe siècle), avec son épouse Marie et leurs fils Jean et Arcade, famille sénatoriale de Constantinople.

#### Saints et bienheureux des Églises catholiques
Saints et bienheureux des Églises catholiques :
- Aubry de Cîteaux († 1108), Moine et un des trois fondateurs de l'ordre cistercien.
- Etienne Harding († 1134), abbé de Cîteaux originaire d'Angleterre - fêté aussi le 17 avril et 28 mars.
- Eystein Erlendsson / Augustin Erlendsson († 1188), évêque de Nidaros.
- Gabriele Allegra († 1979), bienheureux religieux franciscain sicilien traducteur de la Bible en chinois.
- José Gabriel Brochero († 1914), prêtre argentin.
- Marie de la Dive († 1794), bienheureuse laïque française martyre à Angers.
- Michel Kozal († 1943), bienheureux évêque auxiliaire polonais, martyr à Dachau.

#### Saints orthodoxes,aux dates parfois"juliennes"ou orientales
- David de Géorgie († 1125 ou 1130), roi de Géorgie dans le Caucase, qui édifia le monastère de Ghélati[14] (autre Saint David les 29 décembre, en catholicité).

### Prénoms du jour[Où?]
Bonne fête aux Paule et ses variantes ou dérivés : Pablita, Paola, Paoleta, Paoletta, Paolina, Paula, Pauleta, Paulette, Paulina, Pauline, etc. (les Paul et leurs variants autant masculins sont plutôt fêtés la veille pour la conversion de Saül de Tarse en "saint Paul" (25 janvier) et surtout les 29 juin avec l'apôtre Pierre).
Et aussi aux :
- Albéric et ses variantes ou dérivés : Auberi, Aubéri, Aubérie, Aubery(e), Aubéry(e), Aubry, etc. (les Aubin et variantes étant plutôt des 1er mars ; les Albert, Aubert et variantes plutôt des 15 novembre).
- Aux Ammonas,
- éventuellement aux Gaïa, Tellus, Terra, Terre.
- Aux Mélanie et ses variantes ou dérivés : Mélane, Melania, Mélania, Melany, Mélinda, Melina, Mélina, Mélinée, Melusina, Mélusina, Mélusine, Milla, Millicent, Millie, Molly, etc. (voir encore les Melaine de Rennes, plutôt au masculin et désormais les 6 novembre plutôt que les 6 janvier).
- Aux Polycarpe, sinon avec les Paule ci-dessus.
- Aux Timothée et ses variantes ou dérivés : Tim, Timea, Timeo, Timmy, etc. (comme la veille 25 janvier) ;
- et aux Tita, Tite, Titus etc.
- Aux Xenophon, Xénophon.

## Traditions et superstitions

### Dictons
- « La sainte-Mélanie, de la pluie n'en veut mie. »[15]
- (Jour de) « Sainte-Paule sec et beau, remplit greniers et tonneaux. »[16],[17]
- « Saint-Polycarpe nous écharpe. »[18]

### Astrologie
- Signe du zodiaque : 6e jour du signe astrologique du Verseau.

## Toponymie
- Plusieurs voies, places, sites ou édifices de pays ou provinces francophones contiennent la date du jour dans leur nom : voir Vingt-Six-Janvier .